# سفارة مالطا في روسيا
سفارة مالطا في روسيا هي أرفع تمثيل دبلوماسي لدولة مالطا لدى روسيا. تقع السفارة في موسكو وهي تهدف لتعزيز المصالح المالطية في روسيا.

## وصلات خارجية
- قائمة سفارات مالطا
- قائمة السفارات في روسيا